# Mikel Arteta
Mikel Arteta Amatriain (født 26. marts 1982 i Spanien) er en spansk fodboldtræner og tidligere -spiller. Arteta har tidligere i sin karriere spillet for bl.a. Rangers FC, PSG, Arsenal F.C og Everton FC. Han spiller normalt som midtbanespiller. Arteta er nu cheftræner for Arsenal. Arteta vandt FA Cuppen som træner for Arsenal i 2020.